# لنارته
لنارته (به لاتین: Lenarty) یک روستا در لهستان است که در گمینا اولتسکو واقع شده‌است.